# لويس كولر
لويس كولر (بالألمانية: Louis Köhler)‏ هو معلم موسيقى وملحن وكاتب وعازف بيانو ومؤلف ألماني، ولد في 5 سبتمبر 1820 في مدينة براونشفايغ في ألمانيا، وتوفي في 16 فبراير 1886 في كونيغسبرغ في الإمبراطورية الروسية.

## وصلات خارجية
- لويس كولر على موقع ميوزك برينز (الإنجليزية)